# Міжнародна організація праці
Міжнародна організація праці (МОП) (англ. International Labour Organization) — спеціалізована установа Ліги Націй, а після Другої світової війни — Організації Об'єднаних Націй (ООН), заснована у 1919 урядами дев’яти країн (Бельгії, Куби, Чехословаччини, Франції, Італії, Японії, Польщі, Великої Британії та США) для підтримки міжнародного співробітництва у справі забезпечення миру в усьому світі й зменшення соціальної несправедливості за рахунок поліпшення умов праці. 
МОП – унікальна тристороння організація, яка об’єднує представників урядів, організацій працівників та роботодавців задля спільної розробки політики і програм. 
Основними цілями МОП є захист прав у світі праці, заохочення гідної праці, посилення соціального захисту та зміцнення діалогу з питань праці. МОП, як міжнародна організація, відповідає за розроблення міжнародних стандартів у сфері праці і здійснює нагляд за їх дотриманням.
На сьогодні членами МОП є 187 держав. Основними органами МОП є Міжнародна конференція праці, Адміністративна рада та розташований у Женеві постійний Секретаріат — Міжнародне бюро праці (МБП). 
Наразі обов’язки Генерального директора МОП виконує Гай Райдер (Велика Британія), водночас, 25 березня 2022 Гілберт Хунгбо (Республіка Того)  був обраний новим Генеральним директором організації, він стане до виконання обов’язків 1 жовтня 2022 року. 

## Загальна інформація
У 1946 МОП стала першою спеціалізованою установою ООН. Визнаючи важливість соціальної справедливості для загального та стійкого миру, Міжнародна організація праці всіляко сприяє її досягненню нарівні з дотриманням міжнародно визнаних прав людини у світі праці.
Основними стратегічними цілями МОП є сприяння реалізації основоположних принципів та прав у світі праці, створення більш широких можливостей для жінок та чоловіків з метою забезпечення гідної зайнятості та отримання належної заробітної плати, підвищення ефективності соціального захисту для всіх верств населення, а також зміцнення трипартизму та соціального діалогу.
За безпосередньої участі тристоронніх соціальних партнерів країн-членів, МОП розробляє міжнародні трудові норми та закріплює їх у формі конвенцій і рекомендацій, що містять мінімальні стандарти основних трудових прав: свободу асоціації, право на організацію та ведення колективних переговорів, заборону примусової праці, ґендерної рівності тощо. 
Статут МОП базується на 2-х основних принципах — універсальності та тристороннього представництва. Універсальність означає, перш за все, можливість вступу до Організації будь-якої держави, яка погоджується виконувати зобов'язання відповідно до Статуту. Якщо цей принцип є характерним для більшості міжнародних організацій, то принцип тристороннього представництва є особливістю лише МОП. Ця Організація є єдиною у системі ООН, в якій представники роботодавців і працівників — соціальні партнери мають однакове з представниками уряду право голосу у формуванні її політики та програм діяльності.
Під час Генеральної Асамблеї ООН у вересні 2015 гідна праця та чотири напрями Програми гідної праці – створення робочих місць, соціальний захист, права у сфері праці та соціальний діалог – стали невід’ємними елементами нового Порядку денного у сфері сталого розвитку до 2030 року. Ціль 8 Порядку денного на період до 2030 року закликає до сприяння стійкому, інклюзивному та сталому економічному зростанню, повній і продуктивній зайнятості та гідній праці – це і є ключовою сферою участі МОП. Крім того, ключові аспекти гідної праці включені в багато інших цілей нового бачення розвитку ООН.
Продуктивна зайнятість і гідна праця є ключовими елементами для досягнення справедливої глобалізації та скорочення бідності. МОП розробила програму для світу праці, яка стосується створення робочих місць, прав на роботі, соціального захисту і соціального діалогу, при цьому ґендерна рівність є наскрізною метою.
Сьогодні програма гідної праці МОП сприяє покращенню економічних умов і умов праці, які дають усім працівникам, роботодавцям і урядам можливість взяти участь у забезпеченні довготривалого миру, процвітання та прогресу.
Безпосередньо впливають на розв'язання цих та інших проблем здійснювані МОП програми досліджень та проекти міжнародного технічного співробітництва. 

## Програми
На даний час МОП здійснює понад 1000 програм технічного співробітництва більш ніж у 80 країнах світу. Пріоритетними напрямками технічного співробітництва є реалізація програми гідної праці на національному рівні, реформування трудового законодавства, впорядкування трудових відносин і вирішення спорів, зміцнення потенціалу організацій роботодавців та профспілок при укладанні колективних договорів.
Програми гідної праці є основною системою планування надання підтримки МОП державам-членам. Програми розробляються на основі результат-орієнтованого підходу, прийнятого в Міжнародній організації праці за основу в плануванні технічного співробітництва. Вони окреслюють середньостроковий план, що спрямовує роботу МОП у країні відповідно до пріоритетів і завдань, розроблених за участю та погоджених з урядами, профспілками та роботодавцями. 
Діяльність МОП зосереджується у наступних сферах: викорінення дитячої та примусової праці, гідна праця для жінок та чоловіків, економічний та соціальний розвиток, ліквідація безробіття, рівність та усунення дискримінації, ВІЛ/СНІД у сфері праці, законодавство у сфері праці, трудова міграція, соціальний захист, працевлаштування молоді, безпека на робочих місцях.

## Органи
Вищим керівним органом МОП є Міжнародна конференція праці, яка збирається раз на рік у Женеві. Конференція розробляє та приймає міжнародні конвенції та рекомендації, ухвалює бюджет та програму роботи Організації, обирає Адміністративну раду МОП, слугує форумом для обговорення актуальних проблем у соціально-трудовій сфері.
Виконавчим органом МОП є Адміністративна рада, яка обирається терміном на 3 роки, складається з 28 представників урядів, 14 представників роботодавців, 14 представників працівників. Адміністративна рада, що збирається тричі на рік, розробляє програму діяльності та бюджет Організації, які надалі виносяться на розгляд Міжнародної конференції праці. Міжнародне бюро праці, розташоване в Женеві, є постійним секретаріатом МОП, її адміністративним і виконавчим органом.
В рамках МОП проводяться регіональні конференції, діють галузеві комітети, які опікуються проблемами окремих секторів економіки. При МОП діє Міжнародний інститут соціально-трудових проблем (Женева) та Міжнародний навчальний центр (Турин).

## Конвенції МОП
За часів своєї діяльності МОП ухвалила 190 конвенцій (міжнародні угоди, які підлягають ратифікації державами-членами Організації) і 206 рекомендацій. 
Україною ратифіковані 71 конвенція МОП, серед яких 8 фундаментальних конвенцій, 4 керівні (пріоритетні) конвенції та 59 технічних. 
З 71 ратифікованої конвенції, 61 конвенція є чинною, 6 конвенцій було денонсовано та 3 конвенції МОП скасовано.
Наразі Україна працює над ратифікацією Конвенції про працю в морському судноплавстві - флагманської Конвенції МОП, яка забезпечує всебічний захист прав моряків у всьому світі та створює рівні умови для країн та власників суден.
У 2019 році Міжнародна конференція праці прийняла Декларацію століття МОП про майбутнє сфери праці, де висловила прихильність до сфери праці, вільної від насильства і домагань. Крім того, вона прийняла перші норми щодо усунення насильства і домагань у сфері праці, а саме Конвенцію МОП No 190 про викорінення насильства і домагань і супровідну Рекомендацію МОП No 206. Правова база, встановлена у цих документах, надає чіткий дороговказ щодо запобігання та усунення насильства і домагань у сфері праці, сприяючи в такий спосіб виконанню Порядку денного у галузі сталого розвитку на період до 2030 року, зокрема в умовах поширення COVID-19. 

## Представництво МОП в Україні
МОП активно працює в Україні з початку 1990-х років і за цей час вже реалізувала проєкти пов'язані з аналізом стану соціальної політики (спільно з ПРООН і Світовим банком), кризового стану ринку праці в Україні (1995 рік), розвитком соціального партнерства. Протягом усього часу МОП надавала і продовжує надавати допомогу Урядові в експертній оцінці законопроєктів, ознайомленні урядовців, представників профспілок і роботодавців з міжнародними стандартами статистики праці та її національною систематизацією.
Нова Програма гідної праці для України охоплює період 2020-2024 роки та є результатом тристоронніх консультацій стосовно підтримки МОП в Україні. 
Програма гідної праці має на меті вирішення проблем, які належать до сфери ключових технічних експертних знань МОП. Програма на 2020-2024 роки передбачає три пріоритети, а саме: 
1. Покращений соціальний діалог;
2. Інклюзивна та продуктивна зайнятість;
3. Поліпшені умови праці та соціальний захист.
Сьогодні МОП спільно з міжнародними донорами, іншими агенціями та установами ООН впроваджує в Україні важливі проєкти, які пов'язані з сприянням зайнятості, реформою сфери соціального захисту, управлінням інституціями ринку праці, реформою трудового законодавства та сприянням колективно-договірному регулюванню трудових відносин. Окремі ініціативи МОП в Україні спрямовані також на профілактику ВІЛ-СНІДу на робочих місцях, реалізацію недискримінаційних політик та досягнення рівного винагородження за працю рівної цінності.
Проєкти МОП в Україні:
На шляху до безпечної, здорової та задекларованої праці в Україні. Цей Проєкт спрямований на сприяння безпечній, здоровій та задекларованій праці в Україні. Його очікуваним результатом у близькій перспективі є покращення дотримання Україною основних міжнародних і європейських норм із безпеки і здоров’я на роботі (БЗР). Очікується досягнення двох результатів: (1) правова база з БЗР і трудових відносин наближена до міжнародних і європейських норм; (2) створено системи та процедури для виконання функцій інспекції праці.
Права у світі праці: Покращення дотримання Україною основних міжнародних трудових норм.  Проєкт допомагає Урядові, соціальним партнерам і судовій владі дотримуватися основних принципів і прав у світі праці та застосовувати їх у процесі розроблення і запровадження нового законодавства про працю. Крім того, Проєкт спрямований на заохочення ефективних колективних переговорів в Україні. У цьому контексті Проєкт підтримує укладення колективних договорів у десяти приватних компаніях, які надалі будуть відтворені на інших підприємствах. Нарешті, Проєкт допомагає українській владі боротися з найгіршими формами дитячої праці.
Інклюзивний ринок праці для створення робочих місць в Україні. Враховуючи складну ситуацію, що склалася на ринку праці, ця Програма МОП передбачає комплексний підхід, заснований на трьох напрямах. Програма сприяє модернізації послуг, які надаються українськими державними службами зайнятості, що дозволить їм пропонувати більш ефективну та інклюзивно активну політику на ринку праці. Важливий компонент Програми спрямований на усунення невідповідності наявних у працівників навичок шляхом кращого узгодження навичок нових учасників ринку праці з попитом з боку приватного сектора. Нарешті, Програма підтримуватиме механізми соціального діалогу для вирішення таких критичних проблем, як неформальна зайнятість, заробітна плата чи гендерна дискримінація.
Сприяння покращенню економічного становища вразливих груп населення в регіоні Азовського моря. Цей спільний з GIZ Проєкт забезпечує навчання потенційних підприємців за методологією «Розпочни та вдосконалюй свій бізнес» (SIYB), а також надає гранти. Цей Проєкт доповнює Програму «Інклюзивний ринок праці для створення робочих місць в Україні».
Розширення економічних можливостей для жінок як відповідь на кризу COVID-19 в Україні. Пандемія COVID-19 загострила проблеми, з якими стикаються підприємиці. Згідно з результатами оцінки впливу пандемії COVID-19, проведеної ПРООН у партнерстві з ООН Жінки та ФАО, підприємства, що належать жінкам, зазнали більшого впливу внаслідок пандемії. Проєкт спрямований на просування та підтримку розширення економічних прав і можливостей жінок шляхом зміцнення відповідних інституційних механізмів, створення нових можливостей для участі в економічній діяльності та покращення умов життя. 
Є-ПТНЗ в Україні: безперервність навчання в умовах COVID-19. Щоб підтримати Міністерство освіти у запровадженні цифрового Є-ПТНЗ, цей Проєкт допоможе запровадити в Україні електронне навчання у чотирьох різних професійних сферах.
Створення робочих місць для вразливих груп населення в трьох секторах економіки України. Цей дослідницький Проєкт стане основою для більш масштабної програми, яка створить можливості для працевлаштування людей, яким загрожує соціально-економічна ізоляція в Україні. Проєкт зосереджено на трьох секторах, в яких існує можливість створити робочі місця для молоді та жінок, які перебувають у вразливих умовах і піддаються ризику виключення з ринку праці, включаючи вимушено переміщених осіб працездатного віку. Аналіз систем ринку праці у трьох секторах визначить ключові системні обмеження для продуктивної та гідної зайнятості, а також комплекс конкретних системних заходів для кожного сектора. 

## Засудження військової агресії Росії проти України
22 березня 2022 року Міжнародна організація праці прийняла резолюцію щодо агресії Російської Федерації проти України.  
У резолюції з 27 пунктів, запропонованій 47 державами-членами, висловлюється «серйозна стурбованість повідомленнями про жертви серед цивільного населення та напади на цивільні об’єкти, а також серйозний вплив на працівників і роботодавців, які ризикують своїм життям продовжуючи працювати та функціонувати, в тому числі під час нападів на лікарні, школи, транспортну інфраструктуру, підприємства та атомні електростанції, що ще більше погіршився через відсутність гуманітарного доступу».
Зазначається, що «величезні масштаби» внутрішньо переміщених осіб і біженців змушені покинути свої домівки, робочі місця, підприємства, громади та країну і «агресія Російської Федерації проти України, що триває за підтримки білоруського уряду, є вкрай несумісною з цілями та завданнями Організації та принципами, які регулюють членство в МОП».
Висловлюючи «непохитну підтримку» тристоронніх учасників в Україні – працівників, роботодавців та її демократично обраного уряду – резолюція закликає Російську Федерацію «негайно та беззастережно припинити свою агресію, вивести свої війська з України, припинити страждання, які вона завдає щодо народу України, а також утримуватися від будь-якої подальшої незаконної погрози силою чи застосування сили проти будь-якої держави-члена та стати на шлях мирного врегулювання відповідно до Статуту ООН та міжнародного права».
Адміністративною радою МОП прийнято рішення тимчасово призупинити надання Російській Федерації технічного співробітництва, за винятком гуманітарної допомоги.
Запрошення до Російської Федерації на дискреційні наради експертів, конференції та семінари, склад яких визначається Адміністративною радою, припинено.
Резолюція також просить МБП розглянути варіанти забезпечення технічного співробітництва або допомоги всім іншим країнам регіону, які охоплені московським офісом МОП, включно з можливим переміщенням Групи технічної підтримки з питань гідної праці та Бюро МОП для країн Східної Європи та Центральної Азії поза межі Російської Федерації.

## Нобелівська премія миру
Міжнародна організація праці нагороджена Нобелівською премією миру у 1969 р.
«За діяльність із створення „інфраструктури миру“ і зміцненню братства між народами».